# Ipparino Areteo
Ipparino Areteo (Siracusa, 373 a.C. – 354 a.C.) era il figlio di Dione ed Arete.

## Biografia
È detto "Areteo" per distinguerlo da Ipparino (padre di Dione) e da Ipparino (figlio di Dionisio I e tiranno di Siracusa dal 353 al 351 a.C.). Non è comunque chiaro se Areteo fosse davvero un soprannome di un Ipparino figlio di Dione o il nome di un altro figlio di Dione. Plutarco (Dion, 31, 1-2) riferisce che secondo Timonide di Leucade il nome era Ipparino, mentre secondo Timeo di Tauromenio era Arete: lo storico di Cheronea dichiara di ritenere più attendibile la testimonianza di Timonide. Polieno riporta il nome Ipparione, forse una banalizzazione del più raro Ipparino (così Giorgio Pasquali) o un soprannome usato in ambito familiare (così Lionel Pearson). Secondo Wilamowitz, Areteo è il nome del figlio nato dopo la morte di Dione e Timeo lo avrebbe confuso con Ipparino. Meyer sostiene invece l'ipotesi secondo cui Dione avrebbe avuto due figli, Ipparino e Areteo.
Plutarco racconta che commise suicidio subito dopo l'assassinio del padre e cita l'episodio anche nei Moralia.
Gli altri autori che fanno riferimento al suicidio sono Cornelio Nepote e Claudio Eliano.. La Lettera VII, forse vergata da Platone, e soprattutto la Lettera VIII riportano invece che era ancora vivo alla morte del padre.
Secondo Morrow, il discostarsi di Plutarco dal dettato delle lettere VII e VIII dipende da distrazione o da cattiva memoria, oltre che dall'influenza di una fonte differente, che Morrow individua in Timeo di Tauromenio. Morrow, inoltre, ritiene che la storia del suicidio di Ipparino sia stata fabbricata ad arte dai nemici di Dione per ragioni politiche.